# ツォディロ
ツォディロは、ボツワナの北西部にある地域。カラハリ砂漠の10キロ四方に広がる鮮やかな4500以上の岩絵群は、「砂漠のルーブル」の異名をとる。
主に岩絵を描いたのはサン人で、彼らの世界観や美術様式を理解する上で、重要な拠点となっている。詳しくはサンの岩面画を参照のこと。

## 世界遺産
2001年にボツワナ初の世界遺産に登録された。
登録に当たってはその密度の高さが特筆に価するものとして評価された。ユネスコ世界遺産センターに掲出されているイコモスの文書に基づき比較の表を作ると以下の通りである。
| 名称                                | 岩絵の数 | 遺跡の数 | 範囲     |
| ----------------------------------- | -------- | -------- | -------- |
| ツォディロ                          | 4500     | 400以上  | 10km2    |
| マトボ （ジンバブエ）               | 30000    | 3000     | 2000km2  |
| カカドゥ国立公園 （オーストラリア） | 記載無し | 15000    | 19804km2 |

また、同じ2006年にアフリカ中部の岩絵密集地として登録されたチョンゴニの岩絵地域は、面積126.4 km2である。このように、10km2という非常に限られた範囲に非常に多くの岩絵が密集している例は、世界の岩絵群にも例を見ないものなのである。

### 登録基準
この世界遺産は世界遺産登録基準のうち、以下の条件を満たし、登録された（以下の基準は世界遺産センター公表の登録基準からの翻訳、引用である）。
- (1) 人類の創造的才能を表現する傑作。
- (3) 現存するまたは消滅した文化的伝統または文明の、唯一のまたは少なくとも稀な証拠。
- (6) 顕著で普遍的な意義を有する出来事、現存する伝統、思想、信仰または芸術的、文学的作品と直接にまたは明白に関連するもの（この基準は他の基準と組み合わせて用いるのが望ましいと世界遺産委員会は考えている）。